# Gustav Skřivan
Gustav Skřivan (11. ledna 1831, Krucemburk – 6. ledna 1866, Praha) byl český matematik.

## Život
Obecnou školu vychodil v Kutné Hoře. Po té se učil jeden rok koželužskému řemeslu u svého otce. Teprve na podnět místního faráře začal studovat. Po střední škole v letech 1848–1853 studoval na pražské polytechnice, potom pokračoval ve Vídni, kde v roce 1854 vykonal zkoušku učitelské způsobilosti. V tom roce se stal výpomocným učitelem na vídeňské reálce. V roce 1855 se stal učitelem na soukromé škole dr. Bílky. V roce 1858 mu vláda svěřila vypracování organizačního plánu vyšší reálné školy ve Vídni, jejímž ředitelem se stal.
V únoru roku 1863 se stal mimořádným profesorem elementární matematiky s vyučovací řečí českou na pražské technice. Ještě o prázdninách téhož roku byl již jmenován profesorem řádným. Na jeho podnět byla v Praze v roce 1867 zřízena zkušební komise pro kandidáty učitelství na reálkách, která do té doby existovala pouze ve Vídni.

## Dílo
Kromě mnoha článků v odborných časopisech napsal následující díla:
- Die Grundlehren der Zahlentheorie (Vídeň, 1862)
- K theorii řad bezkonečných (Vídeň, 1862)
- Přednášky o algebraické analysi (Praha, 1864)
- Základové analytické geometrie v rovině (Praha, 1864).

V Královské české společnosti nauk pak vyšlo Einfacher Beweis des Gaus'schen Theorems von der Convergenz unendlicher Reihen.